# Дейлемити
Дейлемитите са средновековен ирански народ, живял между VI и XI век в областта Дейлам на южния бряг на Каспийско море, в днешен Иран.
Те са известни като войнствен народ, оказвал продължителна съпротива срещу Халифата и ислямизацията. Дейлемитски произход има династията на Буидите, които през 30-те години на X век завладяват голяма част от Иран и запазват властта си в продължение на столетие, до идването на селджуките.